# Dante Gianello
Dante Gianello (Chiesa, Itàlia, 26 de març de 1912 - 14 de novembre de 1992) va ser un ciclista italià de naixement però nacionalitzat francès el 22 de gener de 1931, que fou professional entre 1935 i 1945.
Durant la seva carrera esportiva aconseguí una trentena de victòries, sent la més destacades una etapa al Tour de França de 1938. La seva carrera professional acabà tràgicament quan en el transcurs del Gran Premi del Desembarcament del Sud, que se celebrà el 15 d'agost de 1945, un jeep americà l'envestí a l'entrada de Marsella. De resultes del xoc perdé una cama.

## Palmarès
- 1935
  - 1r al Gran Premi Peugeot a Mulhouse
  - 1r de la Niça-Toló-Niça
- 1938
  - 1r de la cursa de la cota de Mont Faron
  - 1r del Circuit del Ventor
  - Vencedor d'una etapa del Tour del Sud-est
  - Vencedor d'una etapa del Tour de França
- 1939
  - 1r del Tour de Vaucluse
  - 1r del Gran Premi de la Costa Blava
  - 1r dels Boucles de Sospel
  - Vencedor d'una etapa del Tour del Sud-est
- 1940
  - 1r del Gran Premi de la Costa Blava
  - 1r del Gran Premi del Pays Grassois
- 1941
  - 1r del Gran Premi de Niça
  - 1r del Circuit de Midi i vencedor d'una etapa
  - 1r de la Vichy-Limoges
- 1942
  - 1r de la Limoges-Vichy-Limoges i vencedor d'una etapa
  - 1r de la Copa Marcel Vergeat
  - 1r del Circuit de Mont Chauvé
  - 1r a Brive-la-Gaillarde
  - 1r dels Boucles del Baix Llemosí
  - Vencedor d'una etapa del Circuit del Ventor
- 1943
  - 1r de la Saint-Etienne-Lió
  - 1r del Gran Premi dels Alps
- 1945
  - 1r del Circuit de les Viles d'aigua d'Alvèrnia
  - 1r del Circuit de Midi i vencedor d'una etapa
  - 1r del Gran Premi 'la Marsellaise du Centre' a Limoges

### Resultats al Tour de França
- 1935. 21è de la classificació general
- 1936. Abandona (7a etapa)
- 1938. 10è de la classificació general i vencedor d'una etapa
- 1939. 11è de la classificació general

### Resultats a la Volta a Espanya
- 1942. Abandona (1a etapa)

## Palmarès
- Palmarès de Dante Gianello (francès)